# Verein für Leibesübungen Wolfsburg 2015-2016 (femminile)
Questa voce raccoglie le informazioni riguardanti la squadra femminile del Verein für Leibesübungen Wolfsburg nelle competizioni ufficiali della stagione 2015-2016.

## Stagione
La stagione 2015-2016 della squadra femminile del VfL Wolfsburg è partita col ritiro dall'attività agonistica di Martina Müller e Viola Odebrecht, e con le partenze di Yūki Ogimi all'1. FFC Francoforte, Lina Magull e Selina Wagner al Friburgo, Jovana Damnjanović e Laura Vetterlein al Sand. Per coprire i ruoli scoperti sono arrivate Élise Bussaglia e Lara Dickenmann dall'Olympique Lione, Ramona Bachmann dal Rosengård e le attaccanti Synne Jensen, Ewa Pajor e Tessa Wullaert.
In Frauen-Bundesliga il Wolfsburg ha concluso al secondo posto alle spalle del Bayern Monaco, guadagnando l'accesso alla UEFA Women's Champions League per un solo punto di vantaggio sull'1. FFC Francoforte. Il campionato è stato concluso con 47 punti, frutto di 15 vittorie, 2 pareggi e 5 sconfitte. La squadra è arrivata in finale di DFB-Pokal der Frauen, superando il Sand per 2-1 grazie alla doppietta realizzata dall'ungherese Zsanett Jakabfi.
In UEFA Women's Champions League il Wolfsburg è arrivato fino in finale, dove è stato sconfitto dell'Olympique Lione ai tiri di rigore dopo che i tempi regolamentari e i tempi supplementari si erano conclusi in parità sull'1-1. Nei turni precedenti il Wolfsburg aveva eliminato in sequenza: le serbe dello Spartak Subotica nei sedicesimi, le inglesi del Chelsea negli ottavi, le italiane del Brescia nei quarti e le connazionali campionesse in carica dell'1. FFC Francoforte in semifinale.

## Divise e sponsor
Le tenute di gioco sono le stesse del Wolfsburg maschile. Il main sponsor era l'azienda proprietaria della società, la casa automobilistica Volkswagen tramite l'iconico marchio VW stampato sulla parte anteriore della maglietta, mentre quello tecnico, fornitore delle tenute di gioco, era Kappa.
| Casa | Trasferta |

## Organigramma societario
Area tecnica
- Allenatore: Ralf Kellermann
- Vice allenatore: Britta Carlson
- Vice allenatore: Ariane Hingst
- Vice allenatore: Stephan Lerch
- Preparatore dei portieri: Fabian Lucas, Frank Pichatzek

## Rosa
| N. |                     | Ruolo | Calciatrice      |
| -- | ------------------- | ----- | ---------------- |
| 1  | Germania (bandiera) | P     | Almuth Schult    |
| 2  | Germania (bandiera) | D     | Luisa Wensing    |
| 3  | Ungheria (bandiera) | C     | Zsanett Jakabfi  |
| 4  | Svezia (bandiera)   | D     | Nilla Fischer    |
| 7  | Norvegia (bandiera) | A     | Synne Jensen     |
| 8  | Germania (bandiera) | D     | Babett Peter     |
| 9  | Germania (bandiera) | C     | Anna Blässe      |
| 10 | Belgio (bandiera)   | A     | Tessa Wullaert   |
| 11 | Germania (bandiera) | A     | Alexandra Popp   |
| 12 | Germania (bandiera) | P     | Jana Burmeister  |
| 15 | Germania (bandiera) | A     | Jasmin Sehan     |
| 16 | Svizzera (bandiera) | D     | Noelle Maritz    |
| 17 | Polonia (bandiera)  | A     | Ewa Pajor        |
| 18 | Svizzera (bandiera) | C     | Vanessa Bernauer |

| N. |                     | Ruolo | Calciatrice            |
| -- | ------------------- | ----- | ---------------------- |
| 19 | Svizzera (bandiera) | A     | Ramona Bachmann        |
| 20 | Germania (bandiera) | D     | Stephanie Bunte        |
| 21 | Svizzera (bandiera) | C     | Lara Dickenmann        |
| 22 | Germania (bandiera) | D     | Verena Faißt           |
| 23 | Germania (bandiera) | D     | Michaela Brandenburg   |
| 24 | Germania (bandiera) | D     | Maria-Joelle Wedemeyer |
| 26 | Norvegia (bandiera) | C     | Caroline Graham Hansen |
| 27 | Germania (bandiera) | C     | Isabel Kerschowski     |
| 28 | Germania (bandiera) | C     | Lena Goeßling          |
| 29 | Germania (bandiera) | P     | Merle Frohms           |
| 30 | Francia (bandiera)  | C     | Élise Bussaglia        |
| 31 | Germania (bandiera) | C     | Julia Šimić            |
| 32 | Germania (bandiera) | P     | Manon Klett            |

## Calciomercato

### Sessione estiva
| Acquisti | Acquisti        | Acquisti        | Acquisti   |
| R.       | Nome            | da              | Modalità   |
| -------- | --------------- | --------------- | ---------- |
| C        | Élise Bussaglia | Olympique Lione | definitivo |
| C        | Lara Dickenmann | Olympique Lione | definitivo |
| A        | Ramona Bachmann | Rosengård       | definitivo |
| A        | Synne Jensen    | Kolbotn         | definitivo |
| A        | Ewa Pajor       | Medyk Konin     | definitivo |
| A        | Tessa Wullaert  | Standard Liegi  | definitivo |

| Cessioni | Cessioni           | Cessioni           | Cessioni      |
| R.       | Nome               | a                  | Modalità      |
| -------- | ------------------ | ------------------ | ------------- |
| D        | Laura Vetterlein   | Sand               | definitivo    |
| C        | Lina Magull        | Friburgo           | definitivo    |
| C        | Viola Odebrecht    |                    | fine carriera |
| C        | Selina Wagner      | Friburgo           | definitivo    |
| A        | Jovana Damnjanović | Sand               | definitivo    |
| A        | Martina Müller     |                    | fine carriera |
| A        | Yūki Ogimi         | 1. FFC Francoforte | definitivo    |

## Risultati

### Frauen-Bundesliga

#### Girone di andata
| Arbitro: | Stolz (Pritzwalk) |

|  |           |                                                                                            |
|  | Marcatori | 9’, 26’ Wullaert 22’ Popp 36’ Šimić 71’ Faißt 76’ Jensen 80’ (rig.) Bussaglia 86’ Bernauer |

| Arbitro: | Kurtes (Düsseldorf) |

|                          |           |  |
| Peter 32’ Dickenmann 42’ | Marcatori |  |

| Arbitro: | Baitinger (Friesenheim) |

|          |           |  |
| Abbé 36’ | Marcatori |  |

| Arbitro: | Rafalski (Baunatal) |

|                          |           |                              |
| Šimić 45+1’ Bachmann 81’ | Marcatori | 90+1’ Petermann 90+3’ Schöne |

| Arbitro: | Kurtes (Düsseldorf) |

|  |           |                               |
|  | Marcatori | 4’ (rig.) Kuznik 38’ Goeßling |

| Arbitro: | Appelmann (Alzey) |

|  |           |                 |
|  | Marcatori | 44’ Damnjanović |

| Arbitro: | Illing (Limbach-Oberfrohna) |

|  |           |                              |
|  | Marcatori | 35’ Dickenmann 90+2’ Jakabfi |

| Arbitro: | Derlin (Bad Schwartau) |

|                                                            |           |  |
| Bachmann 18’ Graham Hansen 45’ Bernauer 65’ Dickenmann 76’ | Marcatori |  |

| Arbitro: | Kurtes (Düsseldorf) |

|  |           |                                               |
|  | Marcatori | 2’ Jakabfi 15’ Šimić 18’ (rig.), 36’ Goeßling |

| Arbitro: | Illing (Limbach-Oberfrohna) |

|                                  |           |                                               |
| Dickenmann 35’ Graham Hansen 45’ | Marcatori | 24’, 88’ Huth 49’ Draws 50’ Kemme 72’ Makanza |

| Arbitro: | Appelmann (Alzey) |

|  |           |                                                 |
|  | Marcatori | 40’ Graham Hansen 74’ Bussaglia 82’ Kerschowski |

#### Girone di ritorno
| Arbitro: | Kurtes (Düsseldorf) |

|                     |           |                       |
| Goeßling 66’ (rig.) | Marcatori | 11’ Voňková 57’ Hearn |

| Arbitro: | Wozniak (Herne) |

|  |           |                                            |
|  | Marcatori | 3’ Graham Hansen 19’ Bernauer 34’ Goeßling |

| Arbitro: | Muller-Schmah (Potsdam) |

|              |           |               |
| Wullaert 90’ | Marcatori | 58’ Behringer |

| Arbitro: | Westerhoff (Bochum) |

|  |           |                                     |
|  | Marcatori | 17’ (aut.) Petermann 77’ Dickenmann |

| Arbitro: | Baitinger (Friesenheim) |

|                                             |           |              |
| Graham Hansen 34’, 79’ (rig.) Jakabfi 90+3’ | Marcatori | 23’ Marozsán |

| Arbitro: | Westerhoff (Bochum) |

|                        |           |                                             |
| Van Bonn 9’ Burger 17’ | Marcatori | 5’ Wullaert 44’, 73’ Bussaglia 87’ Bachmann |

| Arbitro: | Söder (Ingolstadt) |

|               |           |  |
| Popp 40’, 44’ | Marcatori |  |

| Arbitro: | Heimann (Gladbeck) |

|             |           |                                       |
| Nesse 90+2’ | Marcatori | 35’ Bachmann 66’ Kerschowski 83’ Popp |

| Arbitro: | Derlin (Bad Schwartau) |

|                                           |           |  |
| Popp 15’ Bussaglia 75’ (rig.) Jakabfi 80’ | Marcatori |  |

| Arbitro: | Illing (Limbach-Oberfrohna) |

|                                     |           |  |
| Huth 27’ Lindner 55’, 64’ Rauch 84’ | Marcatori |  |

| Arbitro: | Rafalski (Baunata) |

|                                                 |           |                          |
| Bernauer 9’, 11’ Popp 41’ Fischer 80’ Pajor 81’ | Marcatori | 33’ Kirchberger 77’ Munk |

### DFB-Pokal der Frauen
| Arbitro: | Duske (Leverkusen) |

|  |           | |
|  | Marcatori | 21’, 28’, 39’ Faißt 24’ Dickenmann 26’, 60’, 67’, 86’ Jensen 37’, 42’ Goeßling 47’, 54’, 70’, 74’, 88’ Jakabfi 64’, 79’, 81’ Popp 78’ Kerschowski |

| Arbitro: | Muller-Schmah (Potsdam) |

|                    |           |          |
| Popp 22’ Pajor 85’ | Marcatori | 83’ Andō |

| Arbitro: | Illing (Limbach-Oberfrohna) |

|  |           |                                    |
|  | Marcatori | 33’, 57’ Graham Hansen 75’ Fischer |

| Arbitro: | Kunkel (Amburgo) |

|                   |           |           |
| Popp 5’ Peter 78’ | Marcatori | 88’ Gwinn |

| Arbitro: | Söder (Ingolstadt) |

|                 |           |                 |
| Damnjanović 27’ | Marcatori | 7’, 80’ Jakabfi |

### UEFA Women's Champions League
| Subotica 8 ottobre 2015, ore 15:00 UTC+2 Sedicesimi di finale - Andata | Spartak Subotica | 0 – 0 referto | Wolfsburg | Stadio municipale\| Arbitro: \| Gaál \| |
| Arbitro:                                                               | Gaál             |               |           |                                         |

| Arbitro: | Spinelli |

|                                                      |           |  |
| Faißt 30’ Šimić 44’ Dickenmann 54’ Graham Hansen 62’ | Marcatori |  |

| Arbitro: | Kulcsár |

|                  |           |                                         |
| Peter 54’ (aut.) | Marcatori | 3’ (aut.) C. Rafferty 78’ Graham Hansen |

| Arbitro: | Persson |

|                                     |           |  |
| Bernauer 12’ C. Rafferty 68’ (aut.) | Marcatori |  |

| Arbitro: | Frappart |

|                                         |           |  |
| Wullaert 32’ Popp 52’ Graham Hansen 61’ | Marcatori |  |

| Arbitro: | Zadinová |

|  |           |                              |
|  | Marcatori | 7’, 33’ Jakabfi 16’ Bachmann |

| Arbitro: | Albon |

|                                                |           |  |
| Kerschowski 7’ Popp 28’ Peter 42’ Bachmann 58’ | Marcatori |  |

| Arbitro: | Monzul' |

|             |           |  |
| Prießen 90’ | Marcatori |  |

| Arbitro: | Kulcsár |

|                                          |                      |                                              |
| Popp 88’                                 | Marcatori            | 12’ Hegerberg                                |
| Popp Kerschowski Peter Fischer Bussaglia | Tiri di rigore 3 – 4 | Hegerberg Schelin Renard Mbock Bathy Kumagai |

## Statistiche

### Statistiche di squadra
| Competizione         | Punti | In casa | In casa | In casa | In casa | In casa | In casa | In trasferta | In trasferta | In trasferta | In trasferta | In trasferta | In trasferta | Totale | Totale | Totale | Totale | Totale | Totale | DR  |
| Competizione         | Punti | G       | V       | N       | P       | Gf      | Gs      | G            | V            | N            | P            | Gf           | Gs           | G      | V      | N      | P      | Gf     | Gs     | DR  |
| -------------------- | ----- | ------- | ------- | ------- | ------- | ------- | ------- | ------------ | ------------ | ------------ | ------------ | ------------ | ------------ | ------ | ------ | ------ | ------ | ------ | ------ | --- |
| Frauen-Bundesliga    | 47    | 11      | 6       | 2       | 3       | 25      | 14      | 11           | 9            | 0            | 2            | 31           | 8            | 22     | 15     | 2      | 5      | 56     | 22     | +34 |
| DFB-Pokal der Frauen | -     | 2       | 2       | 0       | 0       | 4       | 2       | 2            | 2            | 0            | 0            | 22           | 0            | 5      | 5      | 0      | 0      | 28     | 3      | +25 |
| Champions League     | -     | 4       | 4       | 0       | 0       | 13      | 0       | 4            | 2            | 1            | 1            | 5            | 2            | 9      | 6      | 2      | 1      | 19     | 3      | +16 |
| Totale               | -     | 17      | 12      | 2       | 3       | 42      | 16      | 17           | 13           | 1            | 3            | 58           | 10           | 36     | 26     | 4      | 6      | 103    | 28     | +75 |

### Andamento in campionato
| Giornata  | 1 | 2 | 3 | 4 | 5 | 6 | 7 | 8 | 9 | 10 | 11 | 12 | 13 | 14 | 15 | 16 | 17 | 18 | 19 | 20 | 21 | 22 |
| --------- | - | - | - | - | - | - | - | - | - | -- | -- | -- | -- | -- | -- | -- | -- | -- | -- | -- | -- | -- |
| Luogo     | T | C | T | C | T | C | T | C | T | C  | T  | C  | T  | C  | T  | C  | T  | C  | T  | C  | T  | C  |
| Risultato | V | V | P | N | V | P | V | V | V | P  | V  | P  | V  | N  | V  | V  | V  | V  | V  | V  | P  | V  |
| Posizione | 1 | 1 | 3 | 4 | 3 | 4 | 2 | 2 | 2 | 2  | 2  | 2  | 2  | 3  | 3  | 2  | 2  | 2  | 2  | 2  | 2  | 2  |

Legenda:

Luogo: C = Casa; T = Trasferta. Risultato: V = Vittoria; N = Pareggio; P = Sconfitta.

### Statistiche delle giocatrici
| Giocatore        | Frauen-Bundesliga | Frauen-Bundesliga | Frauen-Bundesliga | Frauen-Bundesliga | DFB-Pokal der Frauen | DFB-Pokal der Frauen | DFB-Pokal der Frauen | DFB-Pokal der Frauen | Champions League | Champions League | Champions League | Champions League | Totale   | Totale | Totale      | Totale     |
| Giocatore        | Presenze          | Reti              | Ammonizioni       | Espulsioni        | Presenze             | Reti                 | Ammonizioni          | Espulsioni           | Presenze         | Reti             | Ammonizioni      | Espulsioni       | Presenze | Reti   | Ammonizioni | Espulsioni |
| ---------------- | ----------------- | ----------------- | ----------------- | ----------------- | -------------------- | -------------------- | -------------------- | -------------------- | ---------------- | ---------------- | ---------------- | ---------------- | -------- | ------ | ----------- | ---------- |
| R. Bachmann      | 19                | 4                 | 0                 | 0                 | 4                    | 0                    | 0                    | 0                    | 9                | 2                | 1                | 0                | 32       | 6      | 1           | 0          |
| V. Bernauer      | 17                | 5                 | 1                 | 0                 | 3                    | 0                    | 1                    | 0                    | 5                | 1                | 0                | 0                | 25       | 6      | 2           | 0          |
| A. Blässe        | 18                | 0                 | 1                 | 0                 | 5                    | 0                    | 1                    | 0                    | 7                | 0                | 0                | 0                | 30       | 0      | 2           | 0          |
| M. Brandenburg   | 0                 | 0                 | 0                 | 0                 | 0                    | 0                    | 0                    | 0                    | 0                | 0                | 0                | 0                | 0        | 0      | 0           | 0          |
| S. Bunte         | 2                 | 0                 | 0                 | 0                 | 1                    | 0                    | 0                    | 0                    | 2                | 0                | 0                | 0                | 5        | 0      | 0           | 0          |
| J. Burmeister    | 0                 | 0                 | 0                 | 0                 | 0                    | 0                    | 0                    | 0                    | 0                | 0                | 0                | 0                | 0        | 0      | 0           | 0          |
| É. Bussaglia     | 21                | 5                 | 2                 | 0                 | 5                    | 0                    | 1                    | 0                    | 8                | 0                | 0                | 0                | 34       | 5      | 3           | 0          |
| L. Dickenmann    | 20                | 5                 | 2                 | 0                 | 5                    | 3                    | 1                    | 0                    | 9                | 1                | 0                | 0                | 34       | 9      | 3           | 0          |
| V. Faißt         | 3                 | 1                 | 0                 | 0                 | 1                    | 1                    | 0                    | 0                    | 2                | 1                | 0                | 0                | 6        | 3      | 0           | 0          |
| N. Fischer       | 22                | 1                 | 2                 | 0                 | 5                    | 1                    | 0                    | 0                    | 8                | 0                | 0                | 0                | 35       | 2      | 2           | 0          |
| M. Frohms        | 5                 | -4                | 0                 | 0                 | 3                    | -1                   | 0                    | 0                    | 2                | -1               | 0                | 0                | 10       | -6     | 0           | 0          |
| C. Graham Hansen | 13                | 5                 | 2                 | 0                 | 2                    | 2                    | 0                    | 0                    | 4                | 3                | 0                | 0                | 19       | 10     | 2           | 0          |
| L. Goeßling      | 22                | 5                 | 1                 | 0                 | 5                    | 2                    | 0                    | 0                    | 9                | 0                | 1                | 0                | 36       | 7      | 2           | 0          |
| Z. Jakabfi       | 19                | 4                 | 0                 | 0                 | 5                    | 7                    | 0                    | 0                    | 7                | 2                | 0                | 0                | 31       | 13     | 0           | 0          |
| S. Jensen        | 4                 | 1                 | 0                 | 0                 | 1                    | 4                    | 0                    | 0                    | 2                | 0                | 0                | 0                | 7        | 5      | 0           | 0          |
| I. Kerschowski   | 16                | 2                 | 0                 | 0                 | 4                    | 1                    | 0                    | 0                    | 6                | 1                | 0                | -                | 26       | 4      | 0           | 0          |
| M. Klett         | 0                 | 0                 | 0                 | 0                 | 0                    | 0                    | 0                    | 0                    | 0                | 0                | 0                | 0                | 0        | 0      | 0           | 0          |
| N. Maritz        | 10                | 0                 | 0                 | 0                 | 2                    | 0                    | 0                    | 0                    | 2                | 0                | 0                | 0                | 14       | 0      | 0           | 0          |
| E. Pajor         | 7                 | 1                 | 0                 | 0                 | 2                    | 1                    | 0                    | 0                    | 7                | 0                | 0                | 0                | 16       | 2      | 0           | 0          |
| B. Peter         | 20                | 2                 | 2                 | 0                 | 4                    | 1                    | 0                    | 0                    | 8                | 1                | 1                | 0                | 32       | 4      | 3           | 0          |
| A. Popp          | 16                | 6                 | 2                 | 0                 | 4                    | 5                    | 0                    | 0                    | 7                | 3                | 1                | 0                | 27       | 14     | 3           | 0          |
| A. Schult        | 17                | -10               | 0                 | 0                 | 3                    | -3                   | 0                    | 0                    | 7                | -2               | 0                | 0                | 27       | -15    | 0           | 0          |
| J. Sehan         | 0                 | 0                 | 0                 | 0                 | 0                    | 0                    | 0                    | 0                    | 0                | 0                | 0                | 0                | 0        | 0      | 0           | 0          |
| J. Šimić         | 14                | 3                 | 0                 | 0                 | 3                    | 0                    | 1                    | 0                    | 4                | 1                | 1                | 0                | 21       | 4      | 2           | 0          |
| M. Wedemeyer     | 5                 | 0                 | 0                 | 0                 | 1                    | 0                    | 0                    | 0                    | 4                | 0                | 0                | 0                | 10       | 0      | 0           | 0          |
| L. Wensing       | 1                 | 0                 | 0                 | 0                 | 0                    | 0                    | 0                    | 0                    | 1                | 0                | 0                | 0                | 2        | 0      | 0           | 0          |
| T. Wullaert      | 16                | 4                 | 1                 | 0                 | 2                    | 0                    | 0                    | 0                    | 6                | 1                | 0                | 0                | 24       | 5      | 1           | 0          |